# Dernier ancêtre commun aux gorilles et aux êtres humains

Arbre évolutif de la sous-famille des Homininae depuis 10 millions d'années.

Le dernier ancêtre commun aux gorilles et aux hominiens (DACGH) est la dernière espèce que les tribus des Hominini et des Gorillini ont pour ancêtre commun. On estime qu'il a vécu au Miocène supérieur, il y a entre 8 et 12 millions d'années,,.

## Phylogénie
Les hominiens, ou Hominini, rassemblent la lignée humaine, ou Hominina, la lignée des chimpanzés, ou Panina, leur dernier ancêtre commun, et le groupe-souche des genres issus du DACGH mais précédant la divergence entre Hominina et Panina. Aucun fossile connu à ce jour n'est attribué à ce groupe-souche autrement que par des hypothèses.

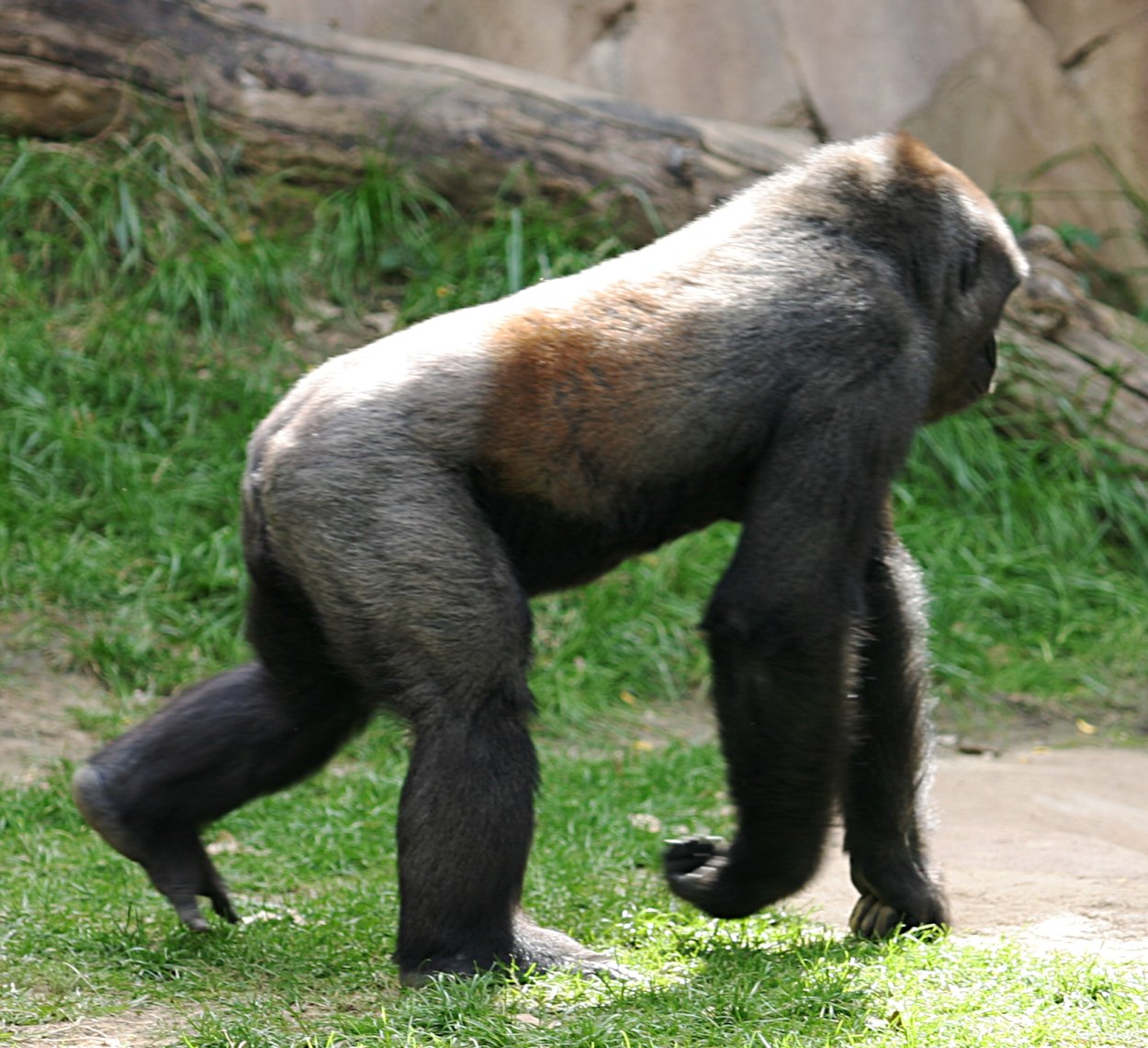
Un gorille de l'Ouest marchant sur ses articulations

Phylogénie des genres actuels d'hominidés, d'après Shoshani et al. (1996) et Springer et al. (2012) :
| Gorillini | Gorilla (Gorille)                                                                                             |
|           | Gorilla (Gorille)                                                                                             |
| Hominini  | \| Panina \| Pan (Chimpanzé) \| \| \| Pan (Chimpanzé) \| \| Hominina \| Homo (Homme) \| \| \| Homo (Homme) \| |
|           | \| Panina \| Pan (Chimpanzé) \| \| \| Pan (Chimpanzé) \| \| Hominina \| Homo (Homme) \| \| \| Homo (Homme) \| |
| Panina    | Pan (Chimpanzé)                                                                                               |
|           | Pan (Chimpanzé)                                                                                               |
| Hominina  | Homo (Homme)                                                                                                  |
|           | Homo (Homme)                                                                                                  |

| Panina   | Pan (Chimpanzé) |
|          | Pan (Chimpanzé) |
| Hominina | Homo (Homme)    |
|          | Homo (Homme)    |

| Gorillini | Gorilla (Gorille)                                                                                             |
|           | Gorilla (Gorille)                                                                                             |
| Hominini  | \| Panina \| Pan (Chimpanzé) \| \| \| Pan (Chimpanzé) \| \| Hominina \| Homo (Homme) \| \| \| Homo (Homme) \| |
|           | \| Panina \| Pan (Chimpanzé) \| \| \| Pan (Chimpanzé) \| \| Hominina \| Homo (Homme) \| \| \| Homo (Homme) \| |
| Panina    | Pan (Chimpanzé)                                                                                               |
|           | Pan (Chimpanzé)                                                                                               |
| Hominina  | Homo (Homme)                                                                                                  |
|           | Homo (Homme)                                                                                                  |

| Panina   | Pan (Chimpanzé) |
|          | Pan (Chimpanzé) |
| Hominina | Homo (Homme)    |
|          | Homo (Homme)    |

## Description
On ne sait pas si le DACGH était bipède, orthograde arboricole ou quadrupède, ni, dans ce dernier cas, s'il pratiquait ou non la locomotion sur les articulations, qui est un trait commun et exclusif des gorilles et des chimpanzés, mais qui pourrait être le résultat d'une convergence évolutive, sous l'effet d'une même pression de sélection. Sa morphologie est en effet légèrement différente chez ces deux genres.

## Taxons proches du DACGH

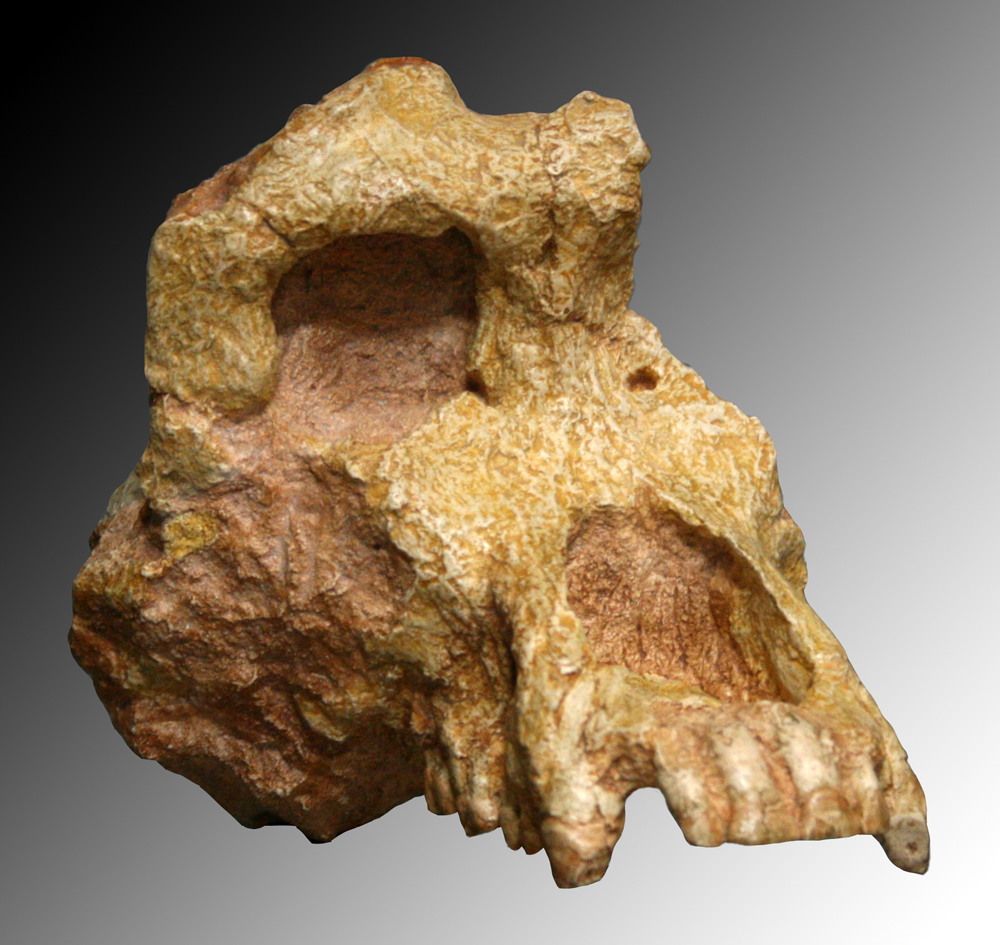
Face d'un crâne fossile dOuranopithecus macedoniensis

On ne sait pas à ce jour qui est le DACGH. On peut du moins citer trois genres jugés les plus proches du dernier ancêtre commun recherché, parmi l'ensemble des genres d'Homininae connus à ce jour.
Le genre Nakalipithecus a été décrit en 2007 sur la base de fossiles très fragmentaires trouvés au Kenya et datés d'environ 10 millions d'années,. D'après sa denture, la taille de Nakalipithecus se situe entre celle d'une femelle gorille et celle d'un orang-outan. C'est le seul candidat africain connu à ce jour.
Le genre Ouranopithecus a été décrit en 1977 sur la base de fossiles trouvés dans le nord de la Grèce et datés d'environ 9 millions d'années. Il devait être d'assez grande taille. Sa face massive était large et surmontée d'un bourrelet sus-orbitaire proéminent. L'ouranopithèque partage avec les humains, les chimpanzés et les gorilles la particularité de disposer d'un sinus frontal.
Le genre Anadoluvius a été décrit en 2023 sur la base d'un ensemble de fossiles, dont un crâne partiel, découverts en 2015 en Anatolie centrale (Turquie) et datés de 8,7 millions d'années. Le poids total du spécimen est estimé entre 50 et 60 kg. Sa puissante mâchoire munie de grandes dents à l'émail épais indique qu’il se nourrissait d'aliments coriaces, tels que des racines et des rhizomes, ce qui suggère la nécessité de passer beaucoup de temps au sol.